# Doug Roberts
Douglas William "Doug" Roberts, född 28 oktober 1942, är en amerikansk före detta professionell ishockeyspelare som tillbringade tio säsonger i den nordamerikanska ishockeyligan National Hockey League (NHL), där han spelade för Detroit Red Wings, Oakland Seals, California Golden Seals och Boston Bruins. Han producerade 147 poäng (43 mål och 104 assists) samt drog på sig 342 utvisningsminuter på 419 grundspelsmatcher.
Roberts spelade också för New England Whalers i World Hockey Association (WHA); Jokerit i Liiga; Boston Braves; Virginia Wings och Rhode Island Reds i American Hockey League (AHL); Memphis Wings och Fort Worth Wings i Central Professional Hockey League (CPHL) samt Michigan State Spartans i National Collegiate Athletic Association (NCAA).
Han var med när Boston Bruins vann Stanley Cup för säsongen 1971–1972.
Efter ishockeykarriären har Roberts arbetat som universitetsadjunkt i idrott och hälsa vid Connecticut College samt tränade samtidigt deras idrottsförening Connecticut College Camels ishockeylag mellan 1979 och 2004.
Han är äldre bror till Gordie Roberts och far till David Roberts, båda spelade i NHL under sina ishockeykarriärer.

## Statistik
| 1962–1963   | Michigan State Spartans | NCAA        | 23  | 7  | 6   | 13  | 34  | —  | — | — | —  | —  |
| 1963–1964   | Michigan State Spartans | NCAA        | 22  | 21 | 14  | 35  | 16  | —  | — | — | —  | —  |
| 1964–1965   | Michigan State Spartans | NCAA        | 29  | 28 | 33  | 61  | 42  | —  | — | — | —  | —  |
| 1965–1966   | Detroit Red Wings       | NHL         | 1   | 0  | 0   | 0   | 0   | —  | — | — | —  | —  |
|             | Memphis Wings           | CPHL        | 70  | 20 | 40  | 60  | 71  | —  | — | — | —  | —  |
| 1966–1967   | Detroit Red Wings       | NHL         | 13  | 3  | 1   | 4   | 0   | —  | — | — | —  | —  |
|             | Memphis Wings           | CPHL        | 57  | 11 | 18  | 29  | 116 | —  | — | — | —  | —  |
| 1967–1968   | Detroit Red Wings       | NHL         | 37  | 8  | 9   | 17  | 12  | —  | — | — | —  | —  |
|             | Fort Worth Wings        | CPHL        | 28  | 8  | 17  | 25  | 73  | 13 | 5 | 8 | 13 | 16 |
| 1968–1969   | Oakland Seals           | NHL         | 76  | 1  | 19  | 20  | 79  | 7  | 0 | 1 | 1  | 34 |
| 1969–1970   | Oakland Seals           | NHL         | 76  | 6  | 25  | 31  | 107 | 4  | 0 | 2 | 2  | 6  |
| 1970–1971   | California Golden Seals | NHL         | 78  | 4  | 13  | 17  | 94  | —  | — | — | —  | —  |
| 1971–1972   | Boston Bruins           | NHL         | 3   | 1  | 0   | 1   | 0   | —  | — | — | —  | —  |
|             | Boston Braves           | AHL         | 74  | 35 | 40  | 75  | 107 | 9  | 1 | 4 | 5  | 21 |
| 1972–1973   | Boston Bruins           | NHL         | 45  | 4  | 7   | 11  | 7   | 5  | 2 | 0 | 2  | 6  |
|             | Boston Braves           | AHL         | 7   | 2  | 3   | 5   | 0   | —  | — | — | —  | —  |
| 1973–1974   | Boston Bruins           | NHL         | 7   | 0  | 1   | 1   | 2   | —  | — | — | —  | —  |
|             | Detroit Red Wings       | NHL         | 57  | 12 | 25  | 37  | 33  | —  | — | — | —  | —  |
| 1974–1975   | Detroit Red Wings       | NHL         | 26  | 4  | 4   | 8   | 8   | —  | — | — | —  | —  |
|             | Virginia Wings          | AHL         | 31  | 7  | 11  | 18  | 32  | 5  | 0 | 2 | 2  | 4  |
| 1975–1976   | New England Whalers     | WHA         | 76  | 4  | 13  | 17  | 51  | 17 | 1 | 1 | 2  | 8  |
| 1976–1977   | New England Whalers     | WHA         | 64  | 3  | 18  | 21  | 33  | 2  | 0 | 0 | 0  | 0  |
|             | Rhode Island Reds       | AHL         | 8   | 2  | 4   | 6   | 4   | —  | — | — | —  | —  |
| 1977–1978   | Jokerit                 | Liiga       | 31  | 4  | 2   | 6   | 38  | —  | — | — | —  | —  |
| NHL totalt  | NHL totalt              | NHL totalt  | 419 | 43 | 104 | 147 | 342 | 16 | 2 | 3 | 5  | 46 |
| WHA totalt  | WHA totalt              | WHA totalt  | 140 | 7  | 31  | 38  | 84  | 19 | 1 | 1 | 2  | 8  |
| AHL totalt  | AHL totalt              | AHL totalt  | 120 | 46 | 58  | 104 | 143 | 14 | 1 | 6 | 7  | 25 |
| CPHL totalt | CPHL totalt             | CPHL totalt | 155 | 39 | 75  | 114 | 260 | 13 | 5 | 8 | 13 | 16 |
| NCAA totalt | NCAA totalt             | NCAA totalt | 74  | 56 | 53  | 109 | 92  | —  | — | — | —  | —  |